# Thomas-Strittmatter-Gymnasium St. Georgen
Das Thomas-Strittmatter-Gymnasium (kurz: TSG) ist ein Gymnasium in St. Georgen im Schwarzwald.

## Lage
Es befindet sich gemeinsam mit der Realschule der Stadt in einem Gebäude mit gemeinsamen Schulhof sowie gemeinsamer Pausenhalle. Das Thomas-Strittmatter-Gymnasium gehört zu den höchstgelegenen Gymnasien in Deutschland. Das Gebäude liegt auf 940 Meter über dem Meeresspiegel.

## Geschichte
Das Gymnasium wurde 1975 gleichzeitig mit dem städtischen Hallenbad und der Stadthalle erbaut. In unmittelbarer Nähe befinden sich weiter Stadion, Sport- und Tennisplätze. Dieser Komplex enthielt deswegen auch den Namen Sport- und Schulzentrum. Dadurch können alle Schüler einen Schwimmunterricht erhalten, ohne das Schulgelände verlassen zu müssen. Auch die Sporthalle und das Stadion, welches das höchstgelegene Deutschlands ist, können für den Sportunterricht genutzt werden. Das Gymnasium wurde im Jahr 2003 nach dem St. Georgener Schriftsteller Thomas Strittmatter benannt, der selbst ein Schüler des Gymnasiums war.

## Besonderheiten
Seit dem Schuljahr 2005/2006 gibt es im TSG die erste EduBook-Klasse Deutschlands, die aufgrund der Bildungsoffensive 2006 zustande kam.
Des Weiteren ist das TSG seit 2006 eine Club-of-Rome-Schule, was zahlreiche Möglichkeiten, beispielsweise in Sachen Internationalität durch verschiedenste Projekte (Chat der Welten, Musiktheaterprojekt mit Kolumbien, Welt:Klasse-Projekt in Kenia, China oder Indien …), für den Schulbetrieb eröffnete. Neben vielen lokalen Sponsoren nehmen Vertreter des Gymnasiums regelmäßig an Club-of-Rome-Treffen teil. Zusätzlich zu den Schülersprechern gibt es auch Club-of-Rome-Schülersprecher und ein Club-of-Rome-Team, welches sich aus Schülern, Eltern und Lehrern, inklusive des Schulleiters, zusammensetzt und für eine nachhaltige Entwicklung der Schule und ihrer Schüler kämpft.
Das Gymnasium wird von etwa 530 Schülern besucht. Auf dem Gymnasium kann, was für eine Schule dieser Größe selten ist, zwischen drei Schulprofilen ausgewählt werden. Die Schule bietet ein naturwissenschaftliches, ein sprachliches (mit Spanischunterricht) sowie ein Musikprofil an. Der Einzugsbereich der Schüler umfasst neben St. Georgen im Schwarzwald und dessen Stadtteilen unter anderem die Nachbargemeinden Tennenbronn, Königsfeld, Mönchweiler, Unterkirnach und Triberg. In der Kursstufe ermöglichen Kooperationskurse mit Gymnasien in Triberg und Furtwangen eine breite Auswahl an Fächern.

## Schulpartnerschaften
Das Gymnasium unterhielt bis 2005 lange Zeit eine Schulpartnerschaft mit dem College d’Esterel in der Partnerstadt Saint-Raphaël in Südfrankreich. Aufgrund des zurückgegangenen Interesses der dortigen Schüler am Deutschunterricht finden seit 2006 die Austausche mit einer Schule bei Quimper in der Bretagne statt. Auch mit Albuquerque, New Mexico (USA) gab es längere Zeit Schüleraustausche. Ebenfalls 2006 nahmen Schüler am Comenius-Projekt der EU teil, gemeinsam mit Schülern aus St. Raphaël und Krakau (Polen).
Das TSG war auch einmal in einer Stern-TV-Sendung durch einen Schüler vertreten. Das Thema waren Schuluniformen. Das TSG ist eines der Gymnasien in Baden-Württemberg, an dem ein Teil der Schüler eine einheitliche Schulkleidung einführen möchte, die freiwillig getragen werden kann und die auch von Schülern entworfen wurde.